# OMX Group
Концерн OMX — шведский концерн (официальное название OMX AB). Основан в 2003 г. OMX — оператор Nordic Exchange, контролирующей порядка 80 % рынка ценных бумаг Скандинавии и Прибалтики. В состав концерна входят несколько бирж:
- Вильнюсская фондовая биржа
- Исландская фондовая биржа
- Копенгагенская фондовая биржа
- Рижская фондовая биржа
- Стокгольмская фондовая биржа
- Таллинская фондовая биржа
- Фондовая биржа Хельсинки
- Армянская фондовая биржа

Выручка в 2006 г. — $516,7 млн, чистая прибыль — $121 млн, капитализация — $2,5 млрд. C 2008 года концерн OMX официально входит в состав NASDAQ OMX Group. В 2014 году NASDAQ OMX Group отказалась от бренда OMX и начала вести бизнес под брендом Nasdaq.